# Óscar Murillo
Óscar Fabián Murillo Murillo (Armenia, 18 april 1988) is een Colombiaans voormalig voetballer die doorgaans speelde als centrale verdediger. Tussen 2008 en 2023 was hij actief voor Deportes Quindío, Colorado Rapids, Deportivo Pereira, Atlético Nacional en Pachuca. Murillo maakte in 2016 zijn debuut in het Colombiaans voetbalelftal en kwam uiteindelijk tot drieëntwintig interlandoptredens.

## Clubcarrière
Murillo speelde in de jeugdopleiding van het Argentijnse Boca Juniors en keerde in 2007 terug naar zijn vaderland Colombia, waar hij bij Centauros Villavicencio terechtkwam. Hierna verkaste de verdediger naar Deportes Quindío. Na twee seizoenen nam Colorado Rapids de verdediger op huurbasis over. Na vier seizoenen keerde de Colombiaan terug zonder in actie te zijn gekomen voor Colorado. Hierna speelde Murillo nog negen competitieduels voor Quindío, alvorens hij naar Deportivo Pereira verkaste en een jaar later naar Atlético Nacional. In januari 2016 verkaste Murillo naar Pachuca, actief in de Mexicaanse Primera División. In januari 2024 besloot de Colombiaan op vijfendertigjarige leeftijd een punt te zetten achter zijn actieve loopbaan.

## Clubstatistieken
| Seizoen | Club              | Competitie | Competitie | Competitie | Beker | Beker | Internationaal | Internationaal | Totaal | Totaal |
| Seizoen | Club              | Competitie | Wed.       | Dlp.       | Wed.  | Dlp.  | Wed.           | Dlp.           | Wed.   | Dlp.   |
| ------- | ----------------- | ---------- | ---------- | ---------- | ----- | ----- | -------------- | -------------- | ------ | ------ |
| 2009    | Deportes Quindío  | Primera A  | 28         | 2          | 0     | 0     | —              | —              | 28     | 2      |
| 2010    | Deportes Quindío  | Primera A  | 21         | 0          | 0     | 0     | —              | —              | 21     | 0      |
| 2010    | → Colorado Rapids | MLS        | 0          | 0          | 0     | 0     | —              | —              | 0      | 0      |
| 2011    | Deportes Quindío  | Primera A  | 9          | 0          | 0     | 0     | —              | —              | 9      | 0      |
| 2011    | Deportivo Pereira | Primera A  | 16         | 0          | 2     | 0     | —              | —              | 18     | 0      |
| 2012    | Atlético Nacional | Primera A  | 20         | 4          | 10    | 0     | 3              | 1              | 33     | 5      |
| 2013    | Atlético Nacional | Primera A  | 30         | 2          | 15    | 1     | 7              | 0              | 52     | 3      |
| 2014    | Atlético Nacional | Primera A  | 27         | 0          | 6     | 0     | 17             | 0              | 50     | 0      |
| 2015    | Atlético Nacional | Primera A  | 37         | 3          | 3     | 0     | 7              | 0              | 47     | 3      |
| 2015/16 | Pachuca           | Liga MX    | 22         | 0          | 1     | 0     | —              | —              | 23     | 0      |
| 2016/17 | Pachuca           | Liga MX    | 31         | 2          | 0     | 0     | 9              | 0              | 40     | 2      |
| 2017/18 | Pachuca           | Liga MX    | 28         | 1          | 4     | 0     | 3              | 0              | 35     | 1      |
| 2018/19 | Pachuca           | Liga MX    | 31         | 0          | 6     | 0     | —              | —              | 37     | 0      |
| 2019/20 | Pachuca           | Liga MX    | 26         | 1          | 1     | 0     | —              | —              | 27     | 1      |
| 2020/21 | Pachuca           | Liga MX    | 37         | 4          | 0     | 0     | —              | —              | 37     | 4      |
| 2021/22 | Pachuca           | Liga MX    | 21         | 0          | 0     | 0     | —              | —              | 21     | 0      |
| 2022/23 | Pachuca           | Liga MX    | 23         | 0          | 0     | 0     | 2              | 0              | 25     | 0      |
| Totaal  | Totaal            | Totaal     | 407        | 19         | 48    | 1     | 48             | 1              | 503    | 21     |

## Interlandcarrière
Murillo maakte zijn debuut in het Colombiaans voetbalelftal op 24 maart 2016, toen met 2–3 gewonnen werd van Bolivia. Juan Carlos Arce en Alejandro Chumacero scoorden voor Bolivia, maar Colombia won door treffers van James Rodríguez, Carlos Bacca en Edwin Cardona. Murillo moest van bondscoach José Pékerman als basisspeler aan het duel beginnen en hij vormde negentig minuten lang een centraal verdedigingduo met Jeison Murillo. De andere debutant dit duel was Farid Díaz, Sebastián Pérez, Marlos Moreno (allen Atlético Nacional) en Guillermo Celis (Atlético Junior). Murillo werd in juni 2018 door Pékerman opgenomen in de selectie van Colombia voor het wereldkampioenschap in Rusland. Daar begon Colombia met een nederlaag tegen Japan (1–2), waarna de ploeg in de resterende twee groepswedstrijden te sterk was voor Polen (3–0) en Senegal (1–0). In de achtste finales werden de Colombianen na strafschoppen uitgeschakeld door Engeland (3–4), nadat beide teams in de reguliere speeltijd waren bleven steken op 1–1 door treffers van Harry Kane (rake strafschop in de zevenenvijftigste minuut) en een doeltreffende kopbal van Yerry Mina in blessuretijd. Carlos Bacca miste zijn inzet vanaf elf meter, net als Mateus Uribe. Murillo kwam alleen tegen Japan in actie voor zijn vaderland.
| Interlands van Oscar Murillo voor Colombia | Interlands van Oscar Murillo voor Colombia | Interlands van Oscar Murillo voor Colombia | Interlands van Oscar Murillo voor Colombia | Interlands van Oscar Murillo voor Colombia | Interlands van Oscar Murillo voor Colombia | Interlands van Oscar Murillo voor Colombia |
| №                                          | Datum                                      | Wedstrijd                                  | Uitslag                                    | Competitie                                 | Goals                                      |                                            |
| Als speler bij Pachuca                     | Als speler bij Pachuca                     | Als speler bij Pachuca                     | Als speler bij Pachuca                     | Als speler bij Pachuca                     | Als speler bij Pachuca                     | Als speler bij Pachuca                     |
| ------------------------------------------ | ------------------------------------------ | ------------------------------------------ | ------------------------------------------ | ------------------------------------------ | ------------------------------------------ | ------------------------------------------ |
| 1                                          | 24 maart 2016                              | Bolivia – Colombia                         | 2 – 3                                      | WK 2018 kwalificatie                       |                                            |                                            |
| 2                                          | 29 maart 2016                              | Colombia – Ecuador                         | 3 – 1                                      | WK 2018 kwalificatie                       |                                            |                                            |
| 3                                          | 1 september 2016                           | Colombia – Venezuela                       | 2 – 0                                      | WK 2018 kwalificatie                       |                                            |                                            |
| 4                                          | 6 september 2016                           | Brazilië – Colombia                        | 2 – 1                                      | WK 2018 kwalificatie                       |                                            |                                            |
| 5                                          | 6 oktober 2016                             | Paraguay – Colombia                        | 0 – 1                                      | WK 2018 kwalificatie                       |                                            |                                            |
| 6                                          | 11 oktober 2016                            | Colombia – Uruguay                         | 2 – 2                                      | WK 2018 kwalificatie                       |                                            |                                            |
| 7                                          | 10 november 2016                           | Colombia – Chili                           | 0 – 0                                      | WK 2018 kwalificatie                       |                                            |                                            |
| 8                                          | 7 juni 2017                                | Spanje – Colombia                          | 2 – 2                                      | Vriendschappelijk                          |                                            |                                            |
| 9                                          | 31 augustus 2017                           | Venezuela – Colombia                       | 0 – 0                                      | WK 2018 kwalificatie                       |                                            |                                            |
| 10                                         | 10 oktober 2017                            | Peru – Colombia                            | 1 – 1                                      | WK 2018 kwalificatie                       |                                            |                                            |
| 11                                         | 14 november 2017                           | China – Colombia                           | 0 – 4                                      | Vriendschappelijk                          |                                            |                                            |
| 12                                         | 27 maart 2018                              | Colombia – Australië                       | 0 – 0                                      | Vriendschappelijk                          |                                            |                                            |
| 13                                         | 1 juni 2018                                | Egypte – Colombia                          | 0 – 0                                      | Vriendschappelijk                          |                                            |                                            |
| 14                                         | 19 juni 2018                               | Colombia – Japan                           | 1 – 2                                      | WK 2018                                    |                                            |                                            |
| 15                                         | 16 oktober 2018                            | Colombia – Costa Rica                      | 3 – 1                                      | Vriendschappelijk                          |                                            |                                            |
| 16                                         | 10 september 2019                          | Colombia – Venezuela                       | 0 – 0                                      | Vriendschappelijk                          |                                            |                                            |
| 17                                         | 15 oktober 2019                            | Algerije – Colombia                        | 3 – 0                                      | Vriendschappelijk                          |                                            |                                            |
| 18                                         | 13 juni 2021                               | Colombia – Ecuador                         | 1 – 0                                      | Copa América 2021                          |                                            |                                            |
| 19                                         | 23 juni 2021                               | Brazilië – Colombia                        | 2 – 1                                      | Copa América 2021                          |                                            |                                            |
| 20                                         | 10 juli 2021                               | Colombia – Peru                            | 3 – 2                                      | Copa América 2021                          |                                            |                                            |
| 21                                         | 2 september 2021                           | Bolivia – Colombia                         | 1 – 1                                      | WK 2022 kwalificatie                       |                                            |                                            |
| 22                                         | 5 september 2021                           | Paraguay – Colombia                        | 1 – 1                                      | WK 2022 kwalificatie                       |                                            |                                            |
| 23                                         | 9 september 2021                           | Colombia – Chili                           | 3 – 1                                      | WK 2022 kwalificatie                       |                                            |                                            |